# Boohoo
Boohoo est une entreprise britannique de vente en ligne de vêtements. Elle a été fondée en 2006 par Mahmud Kamani.

## Histoire
En août 2019, Boohoo annonce l'acquisition de Karen Millen and Coast, entreprise de vente de vêtements mise en faillite, pour 18,2 millions de livres.
Fin janvier 2021, la reprise par Boohoo de la marque Debenhams et de son site internet est annoncée ; les magasins ne sont pas concernés et fermeront après écoulement des stocks. En février 2021, Boohoo annonce la reprise des marques Dorothy Perkins, Wallis et Burton, à Arcadia pour 25 millions de livres. L'ensemble des magasins de ces marques, soit 214 magasins doivent fermer, induisant 2 450 suppressions d'emplois, mais la reprise de 260 emplois par Boohoo.

## Controverses
L'entreprise est à plusieurs reprises épinglée pour ses pratiques économiques délétères, obéissant aux principes de la fast fashion. En 2018, le Financial Times rapporte les mauvaises conditions de travail dans les usines de Leicester. L'année suivante, une étude du Parlement britannique pointe Boohoo « parmi d'autres acteurs du secteur pour n'avoir pas réussi à lutter contre les pratiques "non durables"et "exploitantes" chez ses fournisseurs. ».
En 2020, un rapport de l’association Labor Behind the Label démontre le non-respect des règles de distanciation physique dans les ateliers d'un des fournisseurs de Boohoo, exposant les employés à des risques d'infection par la Covid-19, et le Sunday Times indique que les ouvriers sont « payés 3,50 £, soit 3,90 € de l'heure, alors que le salaire minimum en Grande-Bretagne est fixée pour les 25 ans et plus à 8,72 £, soit 9,70 €. ». À la suite de ces révélations de quasi-esclavagisme, Boohoo perd plusieurs investisseurs — soit 2 milliards de livres — et sa valeur en bourse baisse à 3 milliards de livres.